# Гъргур Голубич
Гъргур Голубич (на сръбски: Гргур Голубић) (преди 1327 – †преди 16 юли 1398) е сръбски болярин от рода Бранковичи на служба при Стефан Душан (ок. 1331 – 1355) и после при сина му Стефан Урош V.
Гъргур е вторият син на севастократор Бранко Младенович и управлява областта Полог, днес част от Северна Македония. За първи път е споменат през март 1347 г. с титлата „кесар“ в писмо на папа Инокентий VI до цар Стефан Душан. Неговото име е упоменато и в грамотите на цар Душан от 1348 – 1354 г. на манастира Свети Архангели в Призрен, което е доказателство, че Гъргур е бил властел на земи в района около този град.
Известно е, че Гъргур Голубич заедно с епископ Григорий Деволски основават в 1361 г. църквата Света Богородица Заум в Охридско, както свидетелства и ктиторският надпис в нея:
| „ | Ἀνηγέρθη ἐκ βάθρων ὁ θεῖος καὶ πάνσεπτος ναὸς τῆς ὑπεραγίας Θεοτόκου τῆς Ζαχλουμήστισας δι’ ἐξόδου τοῦ πανευτυχεστάτου καίσαρος Γούργουρα καὶ κτήτωρος, ἀνιστορίθη δὲ παρὰ τοῦ πανιεροτάτου ἐπισκόπου Δεαβόλαιως καὶ πρωτοθρονου κύρ Γρηγορίου καὶ κτήτωρος ἐπὶ τῆς βασιλείας Στεφάνου τοῦ Οῦροσιου μηνὶ αὐγούστω κε’ ἔτους ͵ςωξθ ἰνδ. ιδ’. Въздигна се от основи този божествен и всечестен храм на пресветата Богородица Захлумска, с иждивлението на всеблагочестивия кесар Гургур и ктитор. Изписа се от преосвещения епископ деволски и първопрестолен, господин Григорий при царуването на Стефан Урош, месец август 25, година 6869 [1361 от Христа], инд[икт] 14. | “ |

## Семейство
Гъргур Голубич има брак с Теодора. Възможно е именно тяхната дъщеря да е Войсава, съпругата на Гьон Кастриоти и майка на Скендербег.